# Bock (Minnesota)
Bock é uma cidade localizada no estado americano de Minnesota, no Condado de Mille Lacs.

## Demografia
Segundo o censo americano de 2000, a sua população era de 106 habitantes. 
Em 2006, foi estimada uma população de 112, um aumento de 6 (5.7%).

## Geografia
De acordo com o United States Census Bureau tem uma área de 
0,3 km², dos quais 0,3 km² cobertos por terra e 0,0 km² cobertos por água. Bock localiza-se a aproximadamente 336 m acima do nível do mar.

## Localidades na vizinhança
O diagrama seguinte representa as localidades num raio de 24 km ao redor de Bock. 